# Maczara
Maczara – wieś w Gruzji (Abchazji), w regionie Gulripszi. W 2011 roku liczyła 2640 mieszkańców.